# Tuatara
Tuatara sau șopârla arhaică  este o specie de reptilă care se găsește în sudul Noii Zeelande, pe Insulele Stewart. Această insulă, pierdută în strâmtoarea Cook care separă insula de nord de insula de sud din Noua Zeelandă, prezintă o imagine destul de sumbră: țărmuri stâncoase, învăluite în ceață, împotriva cărora se rup valuri de plumb rece, vegetație rară. Cu toate acestea, aici - pe o insulă aparent nedescrisă, cu o suprafață de doar 3 km², pe care aproape toți zoologii din lume visează să viziteze, deoarece acesta este unul dintre ultimul refugiu al celui mai unic animal de pe planetă - se află tuatara. Comparația cu un "dinozaur în miniatură" nu este deplasată, aceasta fiind cea mai veche reptilă, rudele ei fiind dispărute de pe Pământ cu milioane de ani în urmă. Mai este cunoscută sub denumirea de șopârla cu arcadă, sub denumirea științifică de Sphenodon punctatus. Aspectul amintește de o iguană, atinge cca 50 de cm, are ochii mari, trupul masiv și tot atât de lung cât coada, care este turtită și prezintă trei muchii. Spinii de pe spate se zburlesc atunci când atacă sau se apară. Se mișcă greu din cauza abdomenului care atinge solul, dar se poate ridica pe picioarele din spate și poate fugi pe distanțe scurte. Își sapă locuința cu ghearele, în apropierea mării. Acolo însă nu trăiește singură, ci coabitează cu o varietate de albatros. Își păzesc reciproc ouăle și puii, fiind vecini pașnici și care nu se atacă niciodată. În perioadele mai reci cade într-un fel de amorțeală, din care își revine odată cu creșterea temperaturii. Trăiește mult, ajungând chiar până la 100 de ani. Din cauza vânării excesive, din considerente diverse, dar mai ales spre a fi prezentată ca material în muzee, a fost pusă sub ocrotire de statul neozeelandez.